# Just Whitney …
Just Whitney … ist das fünfte Studioalbum des US-amerikanischen Sängerin Whitney Houston, das im November 2002 erschien.

## Entstehung und Veröffentlichung
Die Erstveröffentlichung von Just Whitney … erfolgte am 25. November 2002 bei Arista Records. Das Album erschien in seiner Originalausführung als CD mit zehn Titeln (Katalognummer: 07822-14747-2). In Deutschland (Katalognummer: 7432197784 2) und Japan (Katalognummer: 74321‐98324‐2) erschien das Album mit einem Remix, von P. Diddy, zu Whatchulookinat als Bonustitel. In Japan erschien zudem eine DVD als Bonusmaterial.
Geschrieben und produziert wurden die Lieder von diversen unterschiedlichen Liedtextern, Komponisten und Produzenten. Houston selbst war lediglich am Schreibprozess zu Whatchulookinat beteiligt. Unterstützt wurde sie bei der Produktion von namhaften Musikern wie ihrem damaligen Ehemann Bobby Brown, Kenneth Edmonds (Babyface) oder auch Melissa Elliott (Missy Elliott). Darüber hinaus hatte sie mit Rodney Jerkins und Jimmy Jam und Terry Lewis gearbeitet, aber diese Stücke kamen nicht auf das Album.

## Titelliste
1. Whatchulookinat a.k.a. (Main Theme)
2. Tell Me No
3. One of Those Days
4. Things You Say
5. My Love (feat. Bobby Brown)
6. Love That Man
7. Try It on My Own
8. Dear John Letter
9. Unashamed
10. You Light Up My Life

Bonustitel
1. Whatchulookinat (P. Diddy Remix)

## Rezeption
Bei Metacritic erreichte das Album eine Bewertung von 53 von 100 aus acht Kritiken.
Stephen Thomas Erlewine von Allmusic schrieb, das Album sei musikalisch nicht schlecht, obwohl nur wenige Stücke im Gedächtnis blieben. Allerdings sei es eine schlechte Idee, You Light Up My Life zu covern, wenn man gerade Drogenangelegenheiten zugebe. Er vergab drei von fünf Sternen. Robert Hilburn von der Los Angeles Times schrieb: „Just Whitney suffers from the sense of career desperation that surrounded Michael Jackson’s recent CDs. She and four dozen writers and producers work so hard finding another hit, they lose track of the human qualities that made her music so formidable.“

## Kommerzieller Erfolg

### Chartplatzierungen
| ChartsChartplatzierungen       | Höchstplatzierung | Wochen |
| ------------------------------ | ----------------- | ------ |
| Deutschland (GfK)              | 16 (8 Wo.)        | 8      |
| Österreich (Ö3)                | 33 (7 Wo.)        | 7      |
| Schweiz (IFPI)                 | 10 (12 Wo.)       | 12     |
| Vereinigte Staaten (Billboard) | 9 (30 Wo.)        | 30     |
| Vereinigtes Königreich (OCC)   | 76 (5 Wo.)        | 5      |

| ChartsJahrescharts (2003)      | Platzierung |
| ------------------------------ | ----------- |
| Vereinigte Staaten (Billboard) | 101         |

### Auszeichnungen für Musikverkäufe
| Land/Region               | Auszeichnungen für Musikverkäufe (Land/Region, Auszeichnung, Verkäufe) | Verkäufe  |
| ------------------------- | ---------------------------------------------------------------------- | --------- |
| Frankreich (SNEP)         | Gold                                                                   | 100.000   |
| Japan (RIAJ)              | Gold                                                                   | 100.000   |
| Schweiz (IFPI)            | Platin                                                                 | 40.000    |
| Vereinigte Staaten (RIAA) | Platin                                                                 | 1.000.000 |
| Insgesamt                 | 2× Gold · 2× Platin ·                                                  | 1.240.000 |

Hauptartikel: Whitney Houston/Auszeichnungen für Musikverkäufe